# Gertraud Kietz
Magdalene Gertraud Kietz (* 31. März 1913 in Leipzig; † 11. August 2001 in Zwiesel) war eine deutsche Kindergärtnerin/Hortnerin, Jugendleiterin und promovierte Psychologin.

## Leben und Wirken
Magdalene Gertraud Kietz war das zweitälteste  von vier Kindern des Mathematikoberlehrers Georg Kietz und seiner Ehefrau Anna Alwina Kietz, geb. Grüttner. Ihr älterer Bruder war der bekannte Physiker Erhard Kietz. Nach ihrer Ausbildung zur Kindergärtnerin/Hortnerin absolvierte sie das Jugendleiterinnenseminar. Anschließend studierte Kietz Psychologie, Philosophie und Volkskunde in Breslau und Leipzig. Das Studium schloss sie Anfang September 1944 mit der Promotion ab, die mündliche Prüfung erfolgte bereits Mitte Dezember 1942.  Das Thema ihrer Dissertation lautete: Der Ausdrucksgehalt des menschlichen Ganges. In ihrer Doktorarbeit konstatierte sie, dass die „konstitutions- und rassentypologischen Ausprägungen des Ganges ...[noch, Verf.] einer eingehenderen Erforschung“ (Kietz 1944, S. 134) bedürfen. Ihre wissenschaftliche Arbeit, die nicht sehr von der Nazi-Ideologie geprägt war, wurde unmittelbar nach Kriegsende in bereinigter Form veröffentlicht:
Diese 1948 in Leipzig erschienene Schrift ist ein aufschlussreiches Dokument aus dem zu Ende gehenden Ausdruckszeitalter in der Wissenschaft. Es zeigt u. a., dass in der Epoche des Ausdrucksdenkens von den zwanziger bis in die fünfziger Jahre des vergangenen Jahrhunderts die Beherrschung der Worte offenkundig mehr galt als der gekonnte Umgang mit Zahlen.
Als ihr Doktorvater Philipp Lersch 1942 an die Universität von München wechselte, folgte ihm Kietz als wissenschaftliche Assistentin. Nach 1945 war die promovierte Psychologin u. a. Hauslehrerin, Lektorin beim Otto Maier Verlag Ravensburg, Dozentin am Pädagogischen Institut Weilburg, Landespsychologin der Inneren Mission Württemberg und Leiterin der Evangelischen Sozialpädagogischen-Ausbildungsstätte des Diakonissenhauses Münster/Westf. Ab 1960 war sie freiberuflich tätig. Kietz war Mitglied in der Deutschen Gesellschaft für Psychologie, im International Council of Psychologists und in der International Society of General Semantics.
Ihre letzten Lebensjahre verbrachte Kietz im Caritas-Altenheim St. Helena in Zwiesel.

## Ausgewählte pädagogische Grundgedanken

### Zum Bauen des Kindes
In den 1950er Jahren entwickelte die Psychologin den Dr. Kietz-Baukasten. Er ist hervorgegangen aus einer mehr als zwanzigjährigen Beobachtungs- und Forschungsarbeit an mehr als dreitausend Kindern. Nichts an diesem Baukasten ist zufällig und willkürlich. Jede kleinste Einzelheit hat ihren pädagogisch-didaktischen Sinn, obgleich der Kasten ganz einfach erscheint. Daß die Klötze gerade diese sechs Formen haben, keine anderen und auch keine mehr und keine weniger, hat seinen Grund, ebenso ihre Größe, ihre Oberflächenbeschaffenheit, ihr Gewicht, ihre Anzahl, die Art der Anordnung im Kasten usw. Auch daß sie aus gutem Buchenholz und nicht aus Tanne oder Plastik sind, ist sehr wichtig, ebenso ihre Naturfarbe. Die weitverbreite Meinung, für kleine Kinder müßten die Bauklötze bunt sein, hat sich bei den wissenschaftlichen Untersuchungen als irrig erwiesen, als ein Fehler, der sich entwicklungshemmend auswirkt. Was das Bauen des Kleinkindes betrifft, stellte Kietz fest, dass auf dieser Altersstufe die Kinder noch nicht reif zu wirklich gemeinsamen Gestalten sind und alle Versuche eifriger Kindergärtnerinnen, hier eine Wandlung herbeizuführen, sind fruchtlos und sinnlos, weil sie wider die Natur laufen.

### Zur Frühlesepropaganda
Mitte der 1960er Jahre setzte eine verstärkte Kritik an der bisherigen Kindergartenpädagogik ein. Dazu Kietz:
Die Kindergärten sind fast durchweg derartig überfüllt, daß sie nur noch bloße Bewahranstalten darstellen. Wir finden in ihnen Masse statt Gemeinschaft, Aufsicht und Dressur statt Erziehung.
Der Münchner Psychologe Heinz-Rolf Lückert sprach von Verdummung der Kleinkinder und  forderte für sie eine intensivere kognitive Förderung. Diesbezüglich propagierte er seine Methode des Frühlesens, die hohe Wellen schlug. In dem entstehenden "Streit um die Vorschulerziehung" gehörte Kietz zu den führenden und vielbeachteten  Protagonist(inn)en. In unzähligen Vorträgen und Aufsätzen widersprach sie Lückert&Co, dessen Positionen zu einer Vernachlässigung  der sozialen, emotionalen und  musisch-kreativen Aspekte der Kindergartenpädagogik führen würde:
Wenn wir als Fachleute der Kleinkindpädagogik heute die Lückertsche Frühlesebewegung ablehnen, so geschieht es also nicht, weil wir sogenannte 'neue Erkenntnisse und Methoden' nicht genügend kennten und nur krampfhaft an verstaubten Traditionen festhielten. Genau das Gegenteil ist der Fall. Wir wissen  ein bißchen gründlicher Bescheid als Lückert in der vergangenen und gegenwärtigen Kleinkindpädagogik und haben mehr praktische Erfahrungen auf diesem Gebiet ... Unverantwortlich ist Lückerts Vorgehen deshalb, weil es sich bei der von ihm so aggressiv inszenierten Frühlesebewegung nicht um irgendeine harmlose Kleinigkeit handelt, die ein paar Wochen lang in der Öffentlichkeit  Blasen auftreibt und dann sang- und klanglos und ohne Folgen wieder erlischt wie so viele andere Presse-Sensationen, sondern weil er die ganze Elternschaft verwirrt und nervös macht, das gesamte Kindergartenwesen reformieren will und vor allem die Kleinkinder allesamt preisgibt für unkontrollierte Experimente und Manipulationen, die sehr starke Eingriffe in ihre Entwicklung und personale Entfaltung bedeuten.
Kietz war der Ansicht, man müsse zuerst bei der  Überfüllung der Kindergärten ansetzen:
Sozialpädagogische Fachkräfte und Fachorganisationen kämpfen seit Jahrzehnten Schritt um Schritt einen zähen, verzweifelten Kampf um kleinere Gruppen in den Kindergärten, um endlich so arbeiten und die Kinder so fördern zu können, wie ihr pädagogisches Gewissen es von ihnen fordert. Aber man läßt sie nicht nur in diesem Kampf allein, sondern fällt ihnen jetzt auch noch in den Rücken, indem man vorwurfsvoll von einer 'Verdummung' der Kleinkinder spricht und die Eltern verwirrt und aufwiegelt. Und nun will man dieser Massennot der Kleinkinder abhelfen durch Leseunterricht! Das ist ungefähr so, als wenn man einem, der zu ertrinken droht, einen nach neuester Mode geschnittenen Badeanzug zuwirft.

### Zur Berufswahl der Kindergärtnerin
1962 befragte Kietz in einer großangelegten Umfrage neuaufgenommene Schülerinnen mehrerer Fachschulen für Kindergärtnerinnen (in Bielefeld, Dortmund, Hamburg, Köln, München, Landshut, Würzburg, Wuppertal, Neuendettelsau etc.) u. a. nach ihrer Motivation, Kindergärtnerin zu werden. Als die Erhebung vier Jahre später publiziert wurde, sorgte diese  für Furore, zumal zwischenzeitlich eine heftige Diskussion um den Kindergärtnerinnenberuf entbrannt war, insbesondere hinsichtlich einer Reform der Ausbildung. Allgemein wurde der Beruf des Erziehers mit doppelt so langer Ausbildungszeit angestrebt. Demgegenüber plädierte Kietz weiterhin für den Kindergärtnerinnenberuf, da es sich ihrer Untersuchung zufolge um junge  Mädchen handelt, deren Neigung sie nach einem Beruf des praktischen mütterlichen Wirkens an und mit Kindern drängt. Sie haben diese Neigung schon vor Beginn der Berufsausbildung in einer vielfältigen spontanen Betreuung jüngerer Kinder zum Ausdruck gebracht, und sie begründen auch ihre Entscheidung für den Beruf ganz überwiegend in diesem Sinne (Kietz 1966, S. 153 f). Bei einer Verlängerung der Ausbildungszeit befürchtete Kietz, dass die damit einhergehende Vermehrung des Unterrichtsstoffes die Schülerinnen leicht erschlagen werde und ihnen nicht genug Zeit und Möglichkeit läßt, die gerade ihnen innewohnenden Kräfte des Gemütes genügend in ihre Arbeit einfließen zu lassen (ebd., S. 155). Doch diese Mädchen dürfen für den Beruf der Kindergärtnerin nicht verloren gehen, da es sich hier um Menschen handelt, die einer Bevölkerungsgruppe entstammen, die als menschliche Elite bezeichnet werden muß, kinderfreudig und mit viel Sinn und Geschick für ein gutes, glückliches Familienleben, dazu mit hohem sozialen Verantwortungsbewußtsein und mit ausgesprochener Neigung zu pädagogischen Berufen, die sicherlich häufig in einer ererbten pädagogischen Begabung verwurzelt sein wird. Diese Menschen leben weniger aus dem Intellekt heraus, dafür bringen sie ausgeprägte Fraulichkeit und Mütterlichkeit mit und einen tiefen, warmherzigen Willen, Kindern in Not zu helfen(ebd., S. 156). Deshalb sollte für Kietz nicht die Ausbildungszeit verlängert werden, vielmehr ist die Frage zu stellen:
Wie können wir gerade diese Menschen durch eine ihnen wesensgemäße Ausbildung besser als bisher auf ihre Berufspraxis vorbereiten?(ebd.).

## Werke (Auswahl)
- Der Ausdrucksgehalt des menschlichen Ganges, Leipzig 1944 (unveröffentlichte Dissertation)
- Der Ausdrucksgehalt des menschlichen Ganges, Leipzig 1948; Zweite, erweiterte Auflage 1952
- Selbstbeherrschung im Kindesalter, München 1948
- Das Bauen des Kindes. Eine Einführung in sein Verständnis für Eltern und Erzieher, Ravensburg 1950
- Kunterbunte Kinderwelt. Ein Büchlein für alle, die Kinder lieb haben, Witten/Ruhr 1952
- Die müssen so sein. Kinder zu Beginn der Reifezeit, Stuttgart 1956
- Bei uns daheim. Jugenderinnerungen aus der sächsischen Heimat, München 1958
- Gang und Seele, München 1966
- Zur Frühlesepropaganda.  Ein Angriff – keine Verteidigung, in: Unsere Jugend 1967, S. 550–462
- Das ideale Spiel, in: Lebendige Familie 1969/H. 11, S. 3–5
- Entwurf eines Rahmenplans für die Erziehungs- und Bildungsarbeit im Kindergarten, Teil 1, München/Basel 1970
- Die Kindergärtnerin. Soziale Herkunft und Berufswahl, München 1966
- Das Bauen des Kindes. Eine Hilfe für Eltern und Erzieher, München 1974
- Kinder erleben und verstehen, München/Basel 1982
- Buntes reiches Leben. Weit über Zeit und Raum, Buxheim 1985
- Das Geheimnis der Zeit und andere Kurzgeschichten und Gedichte, Buxheim 1988